# Georges Pull
Pour les articles homonymes, voir Pull (homonymie).
Georges Pull est un céramiste français né le 10 mai 1810 à Wissembourg (Bas-Rhin) et mort en 1889 à Paris.
Il est rattaché au mouvement néo-palisséen.

## Biographie
Georges Pull est né le 10 mai 1810 à Wissembourg. Il est fils de serrurier et passe une enfance peu studieuse pendant laquelle il occupe son temps à exercer ses aptitudes en faisant de petites figurines. Il était intéressé par le dessin mais n'avait pas les moyens de s'offrir des cours. À l'âge de 20 ans, il s'engage dans l'armée comme soldat musicien. C'est après la révolution de Juillet que son régiment est envoyé à Paris, ce qui lui permet de découvrir la capitale. C'est durant ses flâneries qu'il voit chez un brocanteur un plat émaillé qui attire son attention, le vendeur l'informe qu'il s'agit d'un plat de Bernard Palissy.
Une fois son engagement militaire achevé, Georges Pull revient à Paris où il trouve un emploi à la Gazette Médicale. Cet emploi lui laisse du temps libre qu'il exploite pour se former à la taxidermie. Il étudie l'anatomie des animaux, empaille des oiseaux et les vend. Il rencontre un certain succès et parvient à ouvrir sa propre boutique dans laquelle il vend des animaux empaillés, des curiosités, des antiquités et des céramiques.
Mais à partir de 1842, il se met en tête de retrouver la technique de Palissy et va faire des recherches jusqu'en 1856 où il trouve enfin la technique qui lui convient,. Dès lors il prend la décision de vendre sa boutique et toute sa collection d'animaux empaillés pour établir son atelier, rue Vaugirard,. Il va encore faire des expériences pendant 4 ans et sort ses premières pièces en 1860. Son succès est immédiat et il devient l'un des chefs de file de l'école parisienne du renouveau Palisséen,.
Son atelier acquiert une certaine renommée et formera certains céramistes célèbres comme Alfred Renoleau.

## Style
Georges Pull reste très proche du style de Bernard Palissy car il moule ses animaux — contrairement à ses contemporains comme Charles-Jean Avisseau qui les sculptent — et son expérience de taxidermiste n'est pas étrangère à sa capacité à faire des moulages d'une extrême précision,. De plus, il n'emploie pas forcément des couleurs ressemblant au naturel pour ses plats, ce qui ajoute une touche quelque peu surréaliste qui le distingue bien d'Avisseau. Enfin, Georges Pull ne se contente pas de produire des plats dans le goût de Bernard Palissy uniquement mais élargit ses productions à l'ensemble de la Renaissance avec des œuvres dans le style du Primatice, de Briot ou de Colonne,. Il va notamment se distinguer par une production de faïences dans le goût de Saint-Porchaire d'une grande finesse,.